# José Luis Cerra Luna
José Luis Cerra Luna (ur. 24 lipca 1963 w Torreón) – meksykański duchowny rzymskokatolicki, biskup Nogales (nominat).

## Życiorys
Święcenia kapłańskie przyjął 21 kwietnia 1990 i został inkardynowany do diecezji Matamoros-Reynosa. 
20 czerwca 2025 papież Leon XIV mianował go biskupem Nogales. 